# Patti Page (album)
Patti Page è il primo album album della cantante statunitense Patti Page, pubblicato dalla casa discografica Mercury Records nel 1950.

## Tracce

### LP
Lato A
1. Confess – 2:46 (Bennie Benjamin, George Weiss) – Registrato il 3 dicembre 1947 a Chicago, Illinois
2. With My Eyes Wide Open – 3:09 (Mack Gordon, Harry Revel) – Registrato il 3 dicembre 1949 a New York City, New York
3. That Old Feeling – 3:02 (Lew Brown, Sammy Fain) – Registrato il 3 febbraio 1950 a (possibile) New York City, New York
4. Whispering – 2:23 (Malvin Schonberger, John Schonberger) – Registrato il 24 aprile 1949 a New York City, New York

Lato B
1. All My Love – 3:13 (Mitchell Parish, Paul Durand) – Registrato il 16 giugno 1950 a (possibile) Hollywood, California
2. So in Love – 3:04 (Cole Porter) – Registrato nel novembre o dicembre 1948 a New York City, New York
3. Oklahoma Blues – 2:32 (Jack Rael) – Registrato il 3 dicembre 1949 a New York City, New York
4. Roses Remind Me of You – 2:34 (Benny Davis, Al Sherman, Joe Burke) – Registrato il 16 giugno 1950 a (possibile) Hollywood, California

## Musicisti
Confess
- Patti Page – voce
- George Barnes Trio

With My Eyes Wide Open
- Patti Page – voce
- Patti Page Quartet

That Old Feeling
- Patti Page – voce
- Alfonso D'Artega – conduttore orchestra

Whispering
- Patti Page – voce
- Mitch Miller – conduttore orchestra

All My Love / Roses Remind Me of You
- Patti Page – voce
- Harry Geller – conduttore orchestra

So in Love
- Patti Page – voce
- Conduttore e componenti orchestra sconosciuti

Oklahoma Blues
- Patti Page – voce
- Jack Rael Septet